# Heteromyias
Heteromyias Sharpe, 1879 è un genere di uccelli della famiglia dei Petroicidi.
Comprende due sole specie:
- Heteromyias albispecularis (Salvadori, 1876) - balia neoguineana cenerina;
- Heteromyias cinereifrons (E. P. Ramsay, 1876) - balia australiana frontegrigia.

La balia cenerina è endemica della Nuova Guinea, quella frontegrigia dell'Australia nord-orientale.